# Lago Kari
Il lago Kari (in armeno Քարի լիճ) è un lago montano dell'Armenia situato alle pendici del monte Aragats, formato dall'acqua di disgelo della montagna. Si trova ad un'altitudine di 3.250 m s.l.m. ed ha un perimetro di 1.150 m.
Nei pressi del lago è presente una stazione meteorologica.

widths="190px"
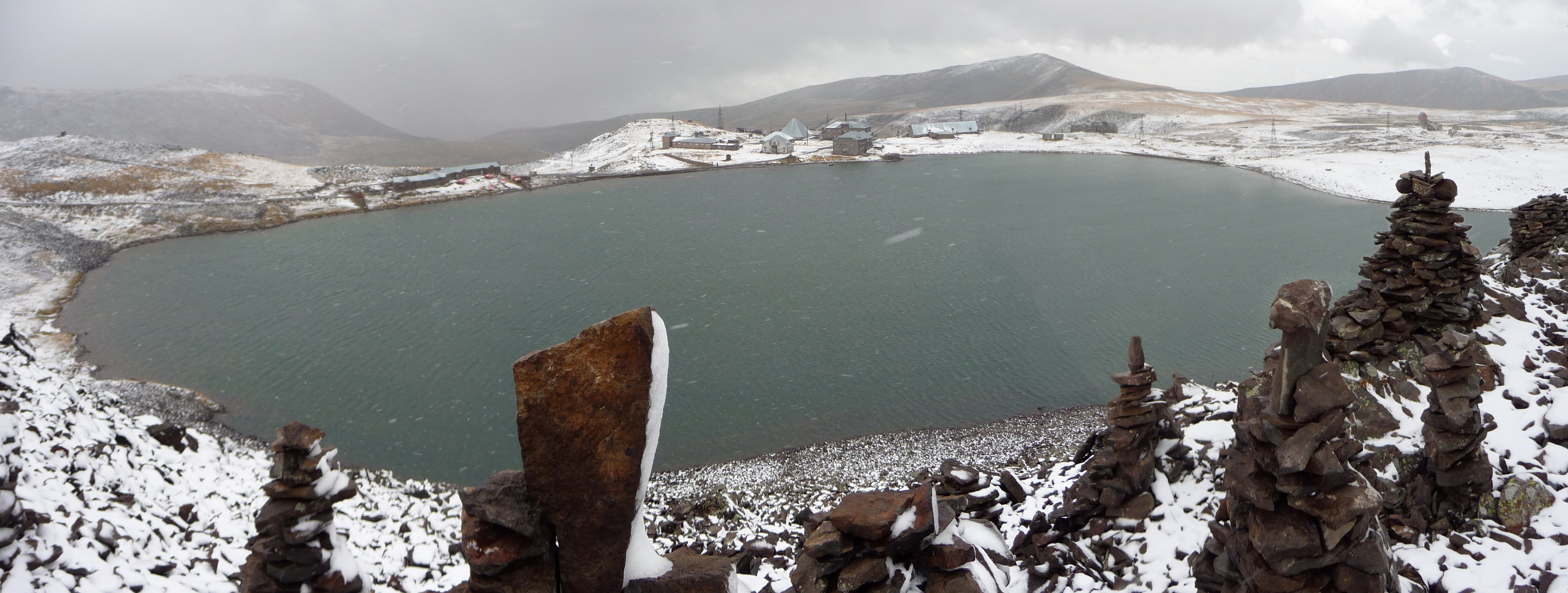